# Огнян Пачев
Огнян Асенов Пачев е български офицер, бригаден генерал.

## Биография
Роден е на 25 ноември 1954 г. в пазарджишкото село Виноградец. Основно и средно образование завършва във Велинград. От 1972 до 1974 г. отбива военната си служба. Докато служи завършва Школа за запасни офицери със специалност артилерийско инструментално разузнаване. Тогава завършва едномесечна школа за политически офицери. През втората си година е старшина-школник в поделение 50110 в Асеновград. Уволнява се като старши лейтенант от запаса. От 1974 г. е член на БКП. През 1979 г. завършва механично уредостроене във Висшия машинно-електротехнически институт в София. Там е бил член на ДКМС. След това е конструктор в Завода за пишещи машини в Пловдив. От 1980 г. е научен сътрудник в Централния машиностроителен институт в Пловдив. През май 1986 г. е назначен главен специалист по технологично оборудване към ДСО „Битова техника“ в Пловдив. През 1985 г. е повишен в звание старши лейтенант от запаса и е заместник-политически командир на дивизион в под. 36540 в Пловдив. От 2 януари 1986 г. е назначен за разузнавач към първи отдел на Държавна сигурност към Окръжното управление на МВР в Пловдив със звание старши лейтенант от ДС. От 1 юли 1989 г. е старши разузнавач към Първо главно управление на Държавна сигурност. Същата година изкарва 5 месечен курс в школата на КГБ. Между 16 февруари 1996 г. и 18 ноември 1997 г. е председател на Съвета на директорите на „Пишещи машини“ ЕАД, Пловдив. На 25 април 2006 г. е назначен за заместник-директор на Националната служба за охрана и удостоен с висше офицерско звание бригаден генерал.
На 1 декември 2009 г. бригаден генерал Огнян Пачев е освободен от длъжността заместник-директор на Националната разузнавателна служба и от военна служба, считано от 15 декември 2009 г.

## Военни звания
- Старшина-школник (1973)
- Старши лейтенант от запаса (19 април 1985)
- Старши лейтенант от Държавна сигурност (1986)
- Бригаден генерал (1 юни 2006)